# 彼得·毕克尔
彼得·约翰·毕克尔（英語：Peter John Bickel，1940年9月21日—）是在加利福尼亚大学伯克利分校工作的著名美国统计学家。毕克尔在横跨统计学和概率论的多个领域做出了重大贡献，这些领域包括：非参数统计、鲁棒统计量、渐进理论、函数型数据分析、自适应统计分析、自助方法和重抽样方法、高维统计分析、统计网络分析等等。他获得了极多荣誉，其中包括：他是首届考普斯会长奖（统计学最高荣誉奖项）获得者，他是统计学家中极少数的美国艺术与科学学院和美国国家科学院两院院士，他曾担任伯努利学会和国际数理统计学会的会长。

## 生平
毕克尔曾在加州理工学院学习物理学，后转往加州大学伯克利分校跟随著名统计学家埃里希·莱曼(Erich Leo Lehmann)学习统计学，并于1963年(时年仅22岁)就取得了博士学位。
毕克尔不仅是当代统计学领域公认的旗帜性人物，还是一位出色的导师。他培养出很多优秀的学生，其中著名者包括(按毕业时间顺序)吴建福、唐纳德·安德鲁斯、里托夫·雅科夫、范剑青、马克·范·德·兰、伊丽莎维塔·莱维娜等。
他1964年与南希·克雷默结婚；他们有两个孩子。

## 所获荣誉
- 1970 古根海姆奖金[7]
- 1973 当选美国统计学会会员[8]
- 1981 首届考普斯会长奖获得者[9]
- 1984 麦克阿瑟奖
- 1986 当选美国艺术与科学学院院士[10]
- 1986 当选美国国家科学院院士[11]
- 1986 希伯来大学荣誉博士学位
- 1995 当选荷兰皇家科学院外籍院士[12]
- 2006 法国奥兰治-拿骚勋章[13]
- 2013 R.A.费歇尔讲座主讲人[14]
- 2014 瑞士联邦理工大学荣誉博士学位 [15]

## 扩展阅读
- Ritov, Y. A. . Statistical Science. 2011, 26: 150. arXiv:1106.2881 . doi:10.1214/09-STS300.